# Sea Harrier

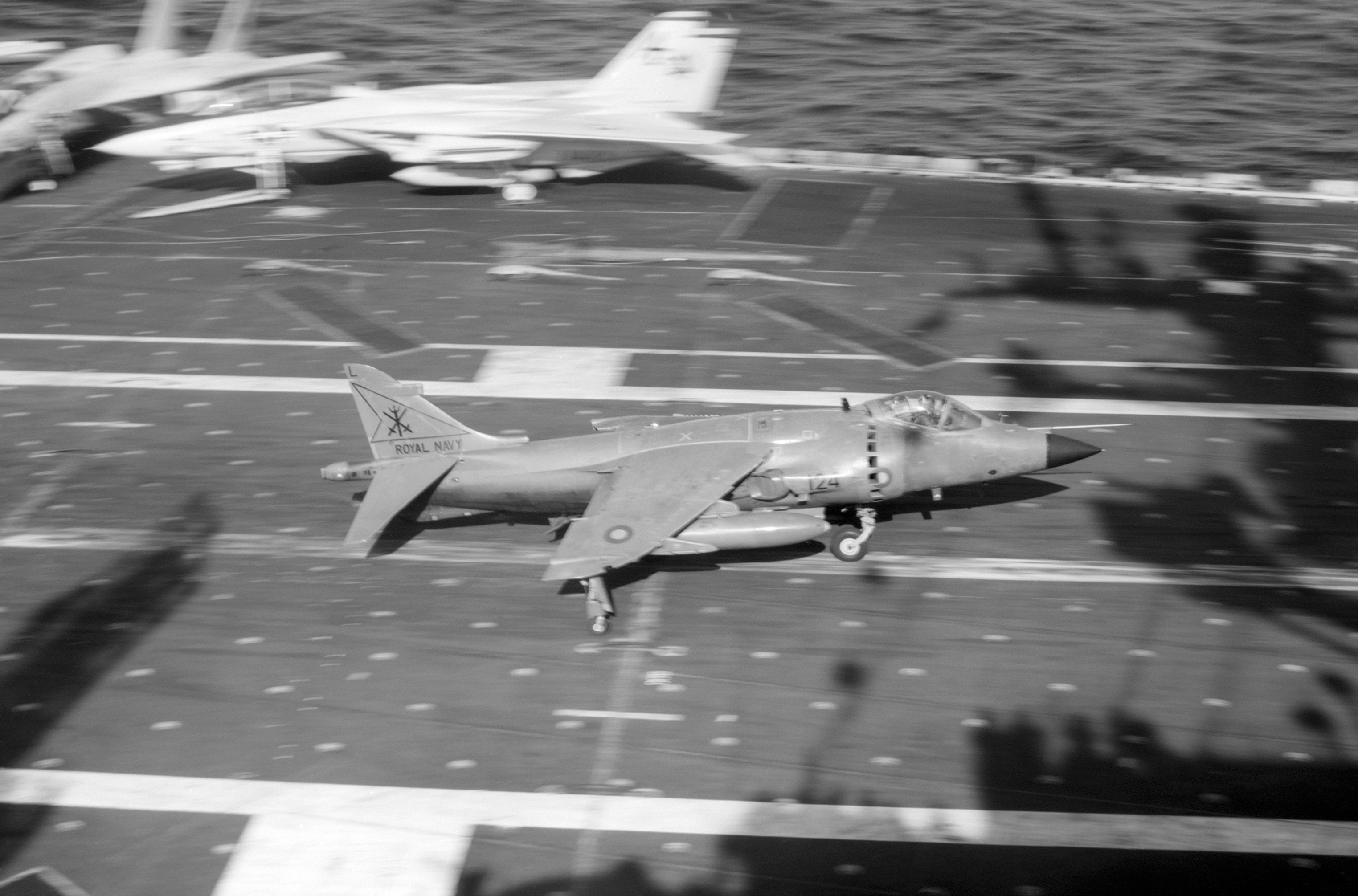
Sea Harrier FRS. 1 a USS Dwight D. Eisenhower fedélzetén

A Sea Harrier helyből felszálló, szubszonikus vadászbombázó repülőgép, melyet az 1970-es évek második felében fejlesztettek ki a Harrier alaptípusból. Döntő szerepe volt a Falkland-szigeteki háború angol megnyerésében. A repülőgépet csak Indiába exportálták. Az angol repülőgépeket 2006 márciusában vonták ki a hadrendből.

## Története
1966-ban a munkáspárti kormányzat úgy döntött, hogy leszerelik a haditengerészet repülőgép-hordozóit, így a haditengerészet F–4 Phantom II és Buccaneer vadászbombázói már csak szárazföldi repülőterekről tudtak üzemelni. 1968-ban aztán enyhült a szigor, és a helikopterhordozókat mégis megtartották, ezek erejét viszont a Harrierrel nyilvánvalóan meg lehetett sokszorozni, ezért alig négy évvel a P.1154-esek fejlesztésének leállítása után folytatták a hajófedélzeti repülőgép fejlesztését, a Harrier GR.3 lehető legkisebb átalakításával. A P.1184, azaz a Sea Harrier FRS.1 (Fight, Reconissance, Strike – Légi harc, Felderítés, Csapásmérés), becenevén „Shar” először 1978. augusztus 20-án szállt fel.

## Típusváltozatok

### Sea Harrier FRS.1
A repülőgép új orr-részt kapott, ebben helyezték el a Ferranti Blue Fox radarját. A Lynx helikopterek számára kifejlesztett Sea Spray továbbfejlesztésével hozták létre, négy fő üzemmóddal (keresés, légi célok támadása, földi célok támadása, előre kisugárzás). A kortársakhoz képest meglehetősen egyszerű berendezés volt (pl. lefelé néző üzemmód nem volt benne), ezt ellensúlyozta kis tömege és megbízhatósága.
A repülőgép teljesen új navigációs berendezést kapott, mert a szárazföldi változat berendezésének giroszkópjait csak teljesen álló helyzetben lehetett felpörgetni, erre pedig a repülőgép-hordozókon, melyek mindig mozognak, nincsen lehetőség. A navigációs rendszer a Decca 72 dopplerradar köré épült.
A megnövekedett mennyiségű elektronika nem fért el a régi helyén, így a pilótakabin padlóját 28 centiméterrel megemelték. A kabin teteje szintén magasabbra került, így a pilótának jobb kilátása volt hátrafelé (a GR.3-asokon szinte egyáltalán nem volt hátrafelé kilátás). A megemelkedett pilótakabin árnyékoló hatása miatt a függőleges vezérsíkon is emeltek 10 centimétert.
A pilótakabint teljesen áttervezték, új, Martin-Baker Mk.10 katapultüléseket építettek be. A gép orrát vissza lehetett hajtani, hogy elférjen a hordozók liftjein. Az orrfutóra olyan horgokat rögzítettek, amelyekkel a gépeket le lehetett láncolni a fedélzethez. A hajtómű Pegasus 104 volt, ezt úgy módosították, hogy kevésbé legyen érzékeny a korrózióra, a magnézium-alkatrészeket például alumíniumokra cserélték le.
A pilóták kiképzését kezdetben a légierőtől átvett T.4A-kkal végezték, amelyeket T.4AN-eknek neveztek (N, azaz Navy, Tengerészet). A repülőgépek harci képességeiket megtartották, de túl hosszúak voltak, így a hangárfedélzetre szállító lifteken nem fértek el, azaz csak a főfedélzeten tárolhatták őket. Mivel a gépeken nem volt radar, ezért három, Blue Fox radarral felszerelt Hawker Hunter T.8-assal végezték a rádiólokátoros kiképzést. Közülük két gépet korábban ugyanezen radar fejlesztéséhez is használtak.
Az első szériagépet a Haditengerészet 1979 júniusában vette át. A hajók fedélzetét a Douglas Taylor által kigondolt síugrósáncokkal szerelték föl, azaz a felszállófedélzet végét ívesen megemelték, a nekifutó repülőgép így egy ugratással kezdte a repülését. Az HMS Invincible és az HMS Illustrious hajókat eredetileg 7° emelkedésűvel, a később épült HMS Ark Royalt pedig már 12° emelkedésű sánccal szerelték föl, később a két korábbi hajót átalakították, és 13°-ra növelték a sánc dőlésszögét. 12° dőlésű sáncot a spanyol (Príncipe de Asturias (R–11)) és a thai (HTMS Chakri Naruebet) hajók is kaptak.
A Falkland-szigeteki háborúra rohammunkában készülve korszerűsítették a gépeket, a törzs hátsó részébe infracsapdaszóró berendezéseket építettek, a szárnyak alatti külső fegyverfelfüggesztő csomópontot az amerikai gépekhez hasonlóan bekábelezték az AIM–9 Sidewinder rakéták számára. Az egyik gépágyúkonténer helyére a Marconi Sky Shadow rádióelektronikai zavarókonténert szerelték föl.
A repülőgépeket a nyolcvanas években korszerűsítették a Phase I Update (I. fázisú korszerűsítés) keretében: a Falkland-szigeteki tapasztalatok alapján nagyobb, 854 literes póttartályokat kaptak, a külső csomóponton pedig dupla rakétaindító síneket rendszeresítettek, így az eredeti kettő helyett négy rakétát hordozhatott a repülőgép. Még a háború előtt rendszerbe állították a Sea Eagle hajók elleni robotrepülőgépet, de ezt a háborúban sem használták, a kilencvenes évek elejére ki is vonták a hadrendből. A Phase II Update eredménye lett az FA.2 változat.
A kilencvenes években újabb korszerűsítéseket végeztek, ami után az infracsapdaszórókból egyszerhasználatos zavaróadókat indíthattak, a pilótakabinba egy kézi GPS-berendezést szereltek (nem az avionikába integrált formában), a gépeket bekábelezték a korszerűbb AIM–9M Sidewinder rakéták hordozására.

### Sea Harrier FRS.51
Indiai megrendelésre 1984-től gyártott változat, összesen 16 együléses és 3 kétüléses gép épült (utóbbiak T.60 jelzéssel). Csak kismértékben térnek el az alapváltozattól, többek között az AIM–9 Sidewinder helyett a Matra Magic rakéták hordozására alkalmasak. 2005-től a gépeket korszerűsítik, ELTA EL/M–2032 lokátorral és Derby légiharc-rakétákkal szerelik fel őket.

### Sea Harrier FA.2

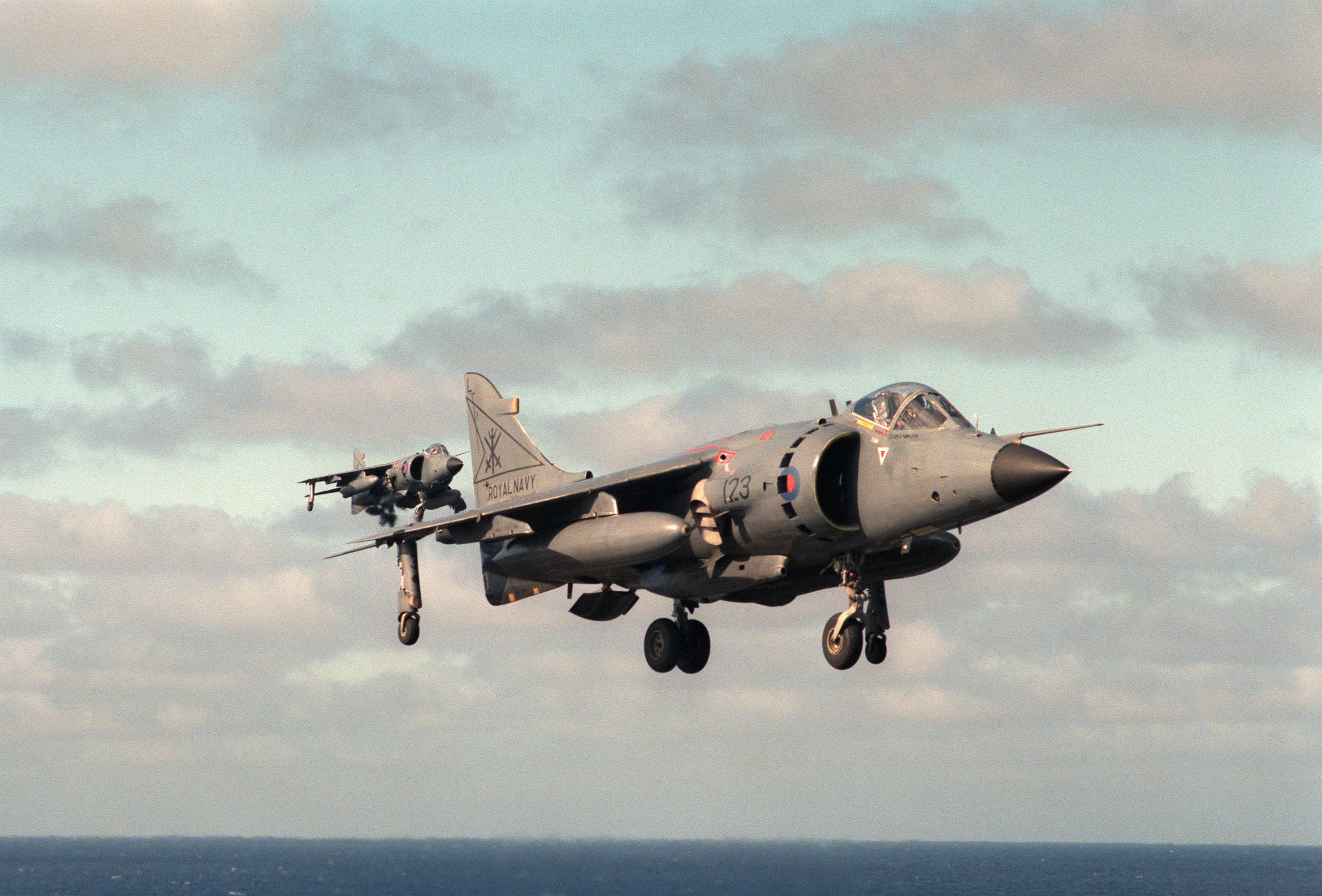
Sea Harrierek FRS. 1 leszállás közben

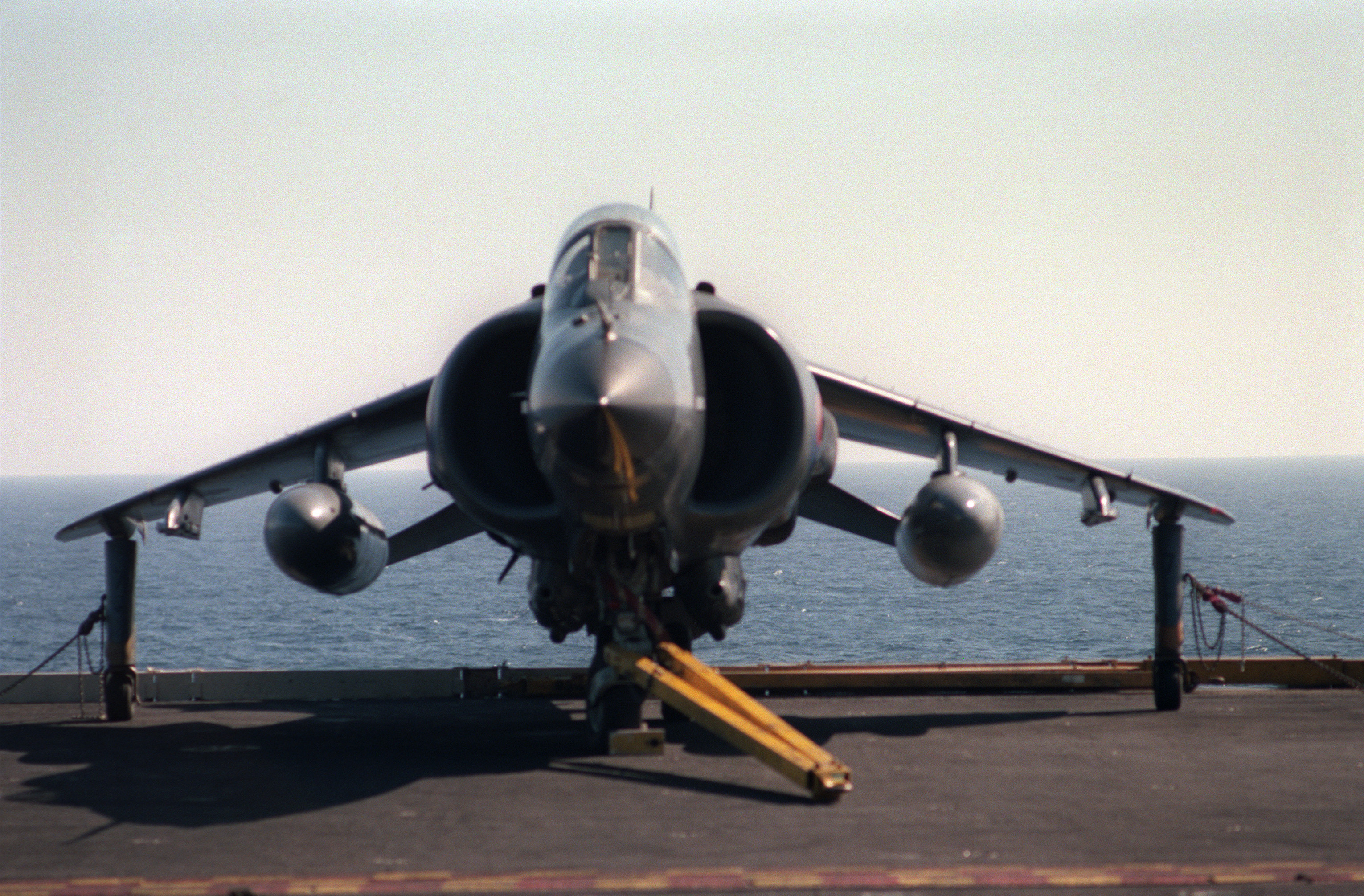
Sera Harrier FRS. 1 szemből, a szárnyak alatti belső csomóponton póttartállyal

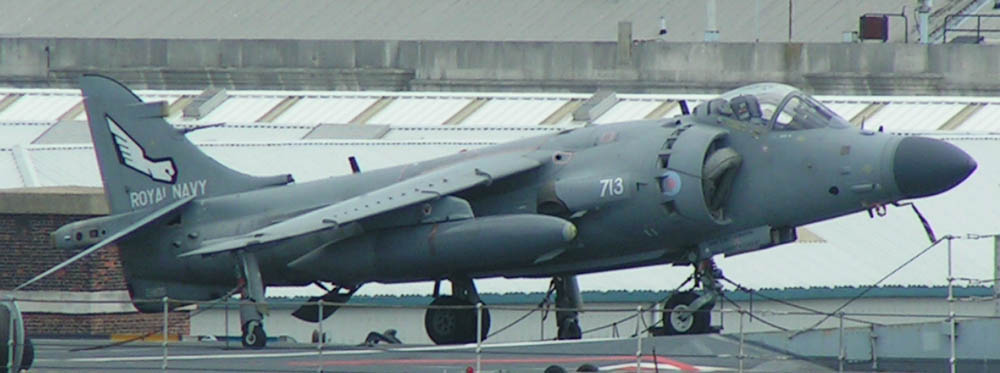
Sea Harrier FA. 2

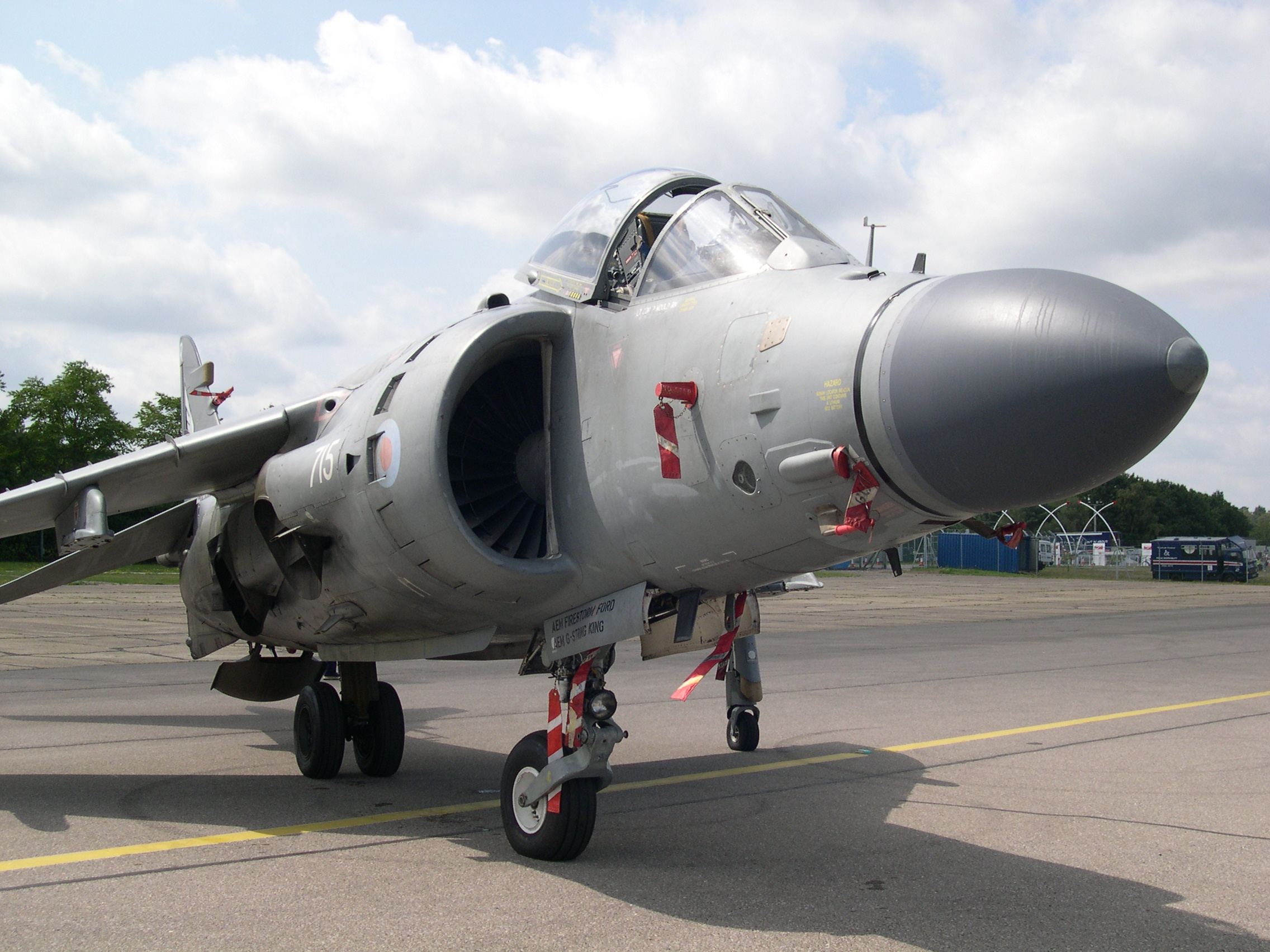
Egy Sea Harrier FA. 2 orra, az új lokátort rejtő nagyobb kupolával

A Phase II Update program keretében korszerűsített repülőgép első felszállására 1988. szeptember 19-én került sor, hadrendbe 1993 szeptemberében állt. Összesen 33 gépet alakítottak át, emellett 18 új gép is épült. Nevük eredetileg FRS. 2 volt, ez a kilencvenes évek közepén változott FA. 2-re (Fighter-Attack). A legnagyobb előrelépést a Blue Fox radar cseréje jelentette a korszerűbb Blue Vixen típusra. A lokátor, amellett, hogy könnyebb volt, nagyon sok új üzemmódot ismert. Képes volt földháttérben repülő célok érzékelésére (look down-shoot down), alkalmas volt az egyik cél követése közben, párhuzamosan újabb célt keresni (Track While Scan), emellett úgy volt kialakítva, hogy kisugárzását a másik repülőgép radarriasztó rendszere ne érzékelje (LPI – Low Probability of Intercept). Ebből fejlesztették ki a JAS 39 Gripen PS/05A radarját.
A repülőgép arzenáljában – az európai repülőgépek között elsőként – megjelent az AIM–120 AMRAAM közép-hatótávolságú légiharc-rakéta, ez nagyságrendekkel növelte meg a repülőgép képességeit légi harcban, mert a rosszul manőverező repülőgépnek nem kellett ellenfelét közel engednie, azt viszonylag nagy távolságból le tudta lőni. A külső indítósínen egy-egy rakéta fért el, emellett a gépágyúkonténerek helyére is fel lehetett szerelni az AMRAAM indítósínét, egy-egy rakétával, így a gép fegyverzete maximum négy AMRAAM vagy két AMRAAM és négy Sidewinder volt (utóbbiak a dupla külső indítósíneken). (A gépágyúkat a gépek ritkán használták, ezért általában az indítósínek voltak rajtuk.) A pilótakabinba színes kijelzőket és HOTAS (Hands on Throttle and Stick) rendszerű kezelőszerveket építettek, utóbbiakkal a pilóta az alapvető légiharc-funkciókat anélkül is eléri, hogy kezét a botkormányról és a gázkarról le kellene vennie. Hajtóműve a Pegasus 104 korszerűsítésével létrehozott Pegasus 106 volt.
A gépeket 2006-ban vonták ki végleg a hadrendből, egyik utolsó hadgyakorlatuk Kecskeméten volt. Felmerült annak lehetősége, hogy néhány példányt az Indiai Haditengerészet megvásároljon. Utódtípusuk a Harrier II, majd a 2010-es évektől az F–35 Lightning II lesz.

## Külső hivatkozások
- AV-8B Harrier – A FAS.org ismertetője
- The British Aerospace / McDonnell Douglas Harrier – A vectorsite.net oldala a gépről
- Harrier.org.uk Archiválva 2007. március 21-i dátummal a Wayback Machine-ben